# Jérôme Onguéné
Jérôme Junior Onguéné (* 22. Dezember 1997 in Mbalmayo) ist ein kamerunisch-französischer Fußballspieler. Der Innenverteidiger und A-Nationalspieler Kameruns stand zuletzt bei Eintracht Frankfurt unter Vertrag.

## Karriere

### Vereine
Jérôme Onguéné kam in Mbalmayo in Kamerun auf die Welt und zog im Alter von elf Jahren nach Frankreich ins Elsass, wo bereits seine Mutter wohnte, und trat dort der AS Illzach Modenheim bei. Von dort zog es ihn später, im Jahr 2009, in die Fußballschule des FC Sochaux aus der Region Franche-Comté und während seiner Zeit in den Jugendmannschaften des Vereins pendelte er zwischen seinem elsässischen Wohnsitz und dem 50 Kilometer entfernten Sochaux.
Am 1. Mai 2015 gab Onguéné im Alter von 17 Jahren sein Profidebüt in der Ligue 2, als er bei der 2:3-Niederlage am 35. Spieltag der Saison 2014/15 im Heimspiel gegen Chamois Niort zum Einsatz kam. In der Saison 2015/16 erkämpfte er sich einen Stammplatz als Innenverteidiger und stand dabei in jede seiner 32 Saisoneinsätze im Ligaalltag in der Startelf. Der FC Sochaux war 2014 aus der Ligue 1 (bis 2002 Division 1) – der höchsten französischen Spielklasse gehörte der Verein seit 2001 an – abgestiegen und verpasste in der ersten Spielzeit nach dem Gang in die Zweitklassigkeit als Tabellenneunter die Rückkehr in die Erstklassigkeit, nachdem man in der ganzen Saison nie besser als Rang drei war. In der Folgesaison spielte der Verein lange Zeit gegen den Abstieg, konnte allerdings zum Saisonende immerhin mit dem 15. Platz den Klassenerhalt sichern. Besser verlief die Saison für Jérôme Onguéné im französischen Pokal, als der Verein das Halbfinale erreichte und dort gegen Olympique Marseille ausschied. In der Hinrunde der Saison 2016/17 stand er oft nicht im Spieltagskader und absolvierte lediglich zehn Spiele, allerdings stand er in acht davon in der Anfangself.
Am 31. Januar 2017 wechselte Onguéné zum VfB Stuttgart und unterzeichnete bei den Schwaben einen bis Juni 2020 datierten Vertrag. Für die Stuttgarter kam er zu lediglich zwei Spielen für die zweite Mannschaft in der viertklassigen Regionalliga Südwest. Im August 2017 wurde Jérôme Onguéné an den österreichischen Bundesligisten FC Red Bull Salzburg verliehen. Zunächst spielte er aber für den zweitklassigen Kooperationsverein FC Liefering, für den er im September 2017 debütierte, als er am zehnten Spieltag der Saison 2017/18 gegen die Kapfenberger SV in der Startelf stand und in der Halbzeitpause durch Nico Gorzel ersetzt wurde. Schnell wurde Onguéné allerdings zu einem festen Bestandteil des FC Red Bull Salzburg und absolvierte in seiner ersten Saison in Österreich in der Liga 17 Spiele und steuerte vier Treffer bei. Zum Saisonende gewann der FC Red Bull Salzburg die österreichische Meisterschaft und erreichte zudem das Finale im ÖFB-Cup, welches man  gegen den SK Sturm Graz verlor. Des Weiteren erreichte der FC Red Bull Salzburg das Europa-League-Halbfinale, wo sie gegen Olympique Marseille ausschieden. Dabei kam Jérôme Onguéné im Turnierverlauf zu lediglich einem Einsatz.
Zur Saison 2018/19 erwarb der FC Red Bull Salzburg die Transferrechte am in Kamerun geborenen Spieler und stattete ihn mit einem Vertrag mit einer Laufzeit bis zum 30. Juni 2022 aus. Onguéné kam – auch verletzungsbedingt – zu lediglich 13 Einsätzen, stand allerdings mit Ausnahme von einem Spiel in jeder Partie in der Startelf. Der FC Red Bull Salzburg feierte zum Saisonende die Titelverteidigung in der Liga, des Weiteren konnte im ÖFB-Cup ebenfalls der Titel errungen werden, als im Finale der SK Rapid Wien mit 2:0 geschlagen wurde. International machte das Fußballunternehmen aus Wals-Siezenheim im Land Salzburg auf sich aufmerksam, als in der Gruppenphase der Europa League in einer Staffel mit RB Leipzig, Celtic Glasgow sowie Rosenborg Trondheim der Gruppensieg errungen wurde und dabei beide Spiele gegen RB Leipzig siegreich beendet. Der FC Red Bull Salzburg erreichte das Achtelfinale und schied dort gegen den SSC Neapel aus. Jérôme Onguéné kam dabei während der Europareise auf fünf Einsätze. Als österreichischer Meister nahm das Fußballunternehmen bisher immer an der Qualifikation zur Champions League teil, doch dabei schieden sie stets aus und mussten meist in der „EL“ spielen; in der Saison 2019/20 war der FC Red Bull Salzburg allerdings automatisch für die Gruppenphase der „Königsklasse“ qualifiziert und traf dort auf den KRC Genk, auf den Titelverteidiger FC Liverpool sowie auf den SSC Neapel. Onguéné lief dabei in vier Einsätzen auf und schied mit seiner Mannschaft nach der Gruppenphase aus, als Gruppendritter ging die Europatournee in der Europa-League-Zwischenrunde weiter, wo die Mannschaft gegen Eintracht Frankfurt, dem Vorjahreshalbfinalisten, ausschied. Im Ligaalltag war Jérôme Ongéné mittlerweile über weite Strecken der Saison Stammspieler geworden und hatte sich dabei einen Platz in der Innenverteidigung erarbeitet. Mit Ausnahme von drei Partien stand er in jedem seiner Einsätze in der Anfangsformation. Zum Saisonende gewann der FC Red Bull Salzburg zum zweiten Mal nacheinander das Double, wobei die Meisterschaft zum dritten Mal in Folge errungen wurde. In der Saison 2020/21 war es ihnen gelungen, sich erstmals über die Qualifikation sich für die Champions League zu qualifizieren, als sie sich in den Play-offs gegen Maccabi Tel Aviv durchsetzen konnten. In der Gruppenphase traf die Mannschaft auf Lokomotive Moskau, auf Atlético Madrid sowie auf den Titelverteidiger FC Bayern München und genau wie in der Saison zuvor schieden sie als Gruppendritter aus. Dabei war Onguéné zu vier Einsätzen gekommen. In der Liga blieb er Stammspieler und war dabei erste Wahl als Innenverteidiger, als er in seinen neun Einsätzen sechsmal in der Anfangself stand.
Im Januar 2021 wechselte Jérôme Onguéné leihweise nach Italien zum CFC Genua. Dort konnte er sich nicht durchsetzen und spielte in lediglich vier Partien. Zur Saison 2021/22 folgte die Rückkehr zum FC Red Bull Salzburg. Dort kam er in jener Spielzeit zu 18 Pflichtspieleinsätzen.
Nach seinem Vertragsende in Salzburg wechselte der Abwehrspieler zur Saison 2022/23 zurück nach Deutschland zu Eintracht Frankfurt, wo er einen bis Juni 2027 laufenden Vertrag erhielt. Unter dem Cheftrainer Oliver Glasner kam er bis zur Winterpause jedoch in keinem Pflichtspiel zum Einsatz. Daher kehrte er Anfang Januar 2023 bis zum Saisonende auf Leihbasis zum FC Red Bull Salzburg zurück, wo Onguéné aber verletzungsbedingt auch kein Spiel absolvierte. Zur Saison 2023/24 kehrte er daraufhin zunächst nach Frankfurt zurück, ehe er im August 2023 ein zweites Mal verliehen wurde, diesmal in die Schweiz an Vizemeister Servette FC. Dort bestritt er zwei Punktspiele, bevor er nach Leihende abermals zur Eintracht zurückkehrte. Anfang Januar 2025 einigte er sich mit dem Verein auf eine Vertragsauflösung.

### Nationalmannschaft
Am 18. September 2012 absolvierte Jérôme Onguéné beim 6:0-Sieg im Testspiel gegen Wales sein erstes Spiel für Frankreichs U16-Nationalmannschaft. Für diese Altersklasse absolvierte er bis 2013 16 Partien (drei Tore). Im September 2013 kam Onguéné zu zwei Spielen für die U17 der Franzosen. Von 2014 bis 2015 lief er für die französische U18-Nationalmannschaft auf und spielte dabei in drei Partien. Am 4. September 2015 folgte das erste Spiel von Jérôme Onguéné für die U19-Nationalmannschaft und in der Folge qualifizierte er sich mit seinem Team für die U19-Europameisterschaft 2016 in Deutschland. Dort gewann er mit seiner Mannschaft den Titelgewinn, nachdem im Finale Italien mit 4:0 geschlagen wurde. Onguéné kam im Turnierverlauf in allen vier Partien zum Einsatz; insgesamt absolvierte er für die U19-Nationalmannschaft 16 Partien und schoss dabei zwei Tore. Ab dem September des Jahres 2016 lief der gebürtige Kameruner für die U20-Auswahl Frankreichs auf und nahm mit dieser Altersklasse an der U20-Weltmeisterschaft 2017 in Südkorea teil und schied dort mit seiner Mannschaft im Achtelfinale gegen Italien aus. Für die U20-Nationalmannschaft kam Jérôme Onguéné zu acht Einsätzen (ein Torerfolg), bei der U20-WM-Endrunde spielt er in allen vier Partien seiner Elf.
Nachdem er zuletzt 2017 noch U20-Länderspiele für Frankreich bestritten hatte, entschied Onguéné sich im August 2018 für einen Verbandswechsel und wurde erstmals für die A-Nationalmannschaft von Kamerun nominiert. Am 12. Oktober 2018 debütierte er für Kamerun in der Qualifikation zum Africa-Cup gegen Malawi, als er in der Startelf stand und in der 70. Minute durch Collins Fai ersetzt wurde.

## Erfolge
- Österreichischer Meister: 2018, 2019, 2020, 2021, 2022, 2023
- Österreichischer Cupsieger: 2019, 2020, 2022
- U19-Europameister: 2016